# Mydaea orba
Mydaea orba är en tvåvingeart som beskrevs av Stein 1911. Mydaea orba ingår i släktet Mydaea och familjen husflugor.
Artens utbredningsområde är Bolivia. Inga underarter finns listade i Catalogue of Life.